# Guitar Hero (iOS)
Guitar Hero és un videojoc musical que pertany a la saga Guitar Hero publicat exclusivament pel sistema operatiu de mòbils iOS. Fou desenvolupat per Vicarious Visions i publicat per Activision el 7 de juny de 2010, únicament disponible des de la botiga virtual App Store.

## Jugabilitat
La forma de jugar del videojoc és similar a tota la saga de Guitar Hero però sense els controladors de videojocs específics que simulen instruments de música, i per la seva part, s'utilitza la pantalla tàctil. El jugador pot escollir representar el guitarrista principal o el baix. Es tracta de tocar les notes que apareixen per pantalla en el moment adequat mitjançant els botons que simulen les cordes i una barra de trast. Hi ha diferents tipus de notes de manera cada un té una acció associada i permeten sumar punts addicionals. Completant sèries consecutives de notes, el jugador pot multiplicar els punts que es van aconseguint.
L'objectiu del joc és tocar de forma correcta el màxim nombre de notes per sumar més punts. En el cas que l'actuació no sigui gaire positiva, el públic virtual xiula al grup i l'expulsa de l'escenari, de manera que cal tornar a començar l'actuació. Al final de l'actuació, a partir de la puntuació aconseguida es fa una valoració amb un màxim de cinc estrelles. Les cançons presenten petits reptes als jugadors que a part de sumar més punts, permeten desbloquejar personalitzacions pels personatges. El videojoc disposa de quatre nivells de dificultat: fàcil, mig, difícil i expert. Aquesta edició només disposa d'un sol mode de joc, similar al "Quick Play" que tenen els altres títols de la saga per consola.

## Banda sonora
El videojoc conté una banda sonora formada per només cançons.
| Títol                  | Artista            |
| ---------------------- | ------------------ |
| "Cousins"              | Vampire Weekend    |
| "Paint It Black"       | The Rolling Stones |
| "Savior"               | Rise Against       |
| "Say It Ain't So"      | Weezer             |
| "Seven Nation Army"    | The White Stripes  |
| "We Are The Champions" | Queen              |

### Material descarregable
Totes les cançons descarregables estan disponibles en packs de tres per 1,99 US$.
| Packs | Packs                                      | Packs                                                | Packs                                                               | Packs              |
| ----- | ------------------------------------------ | ---------------------------------------------------- | ------------------------------------------------------------------- | ------------------ |
| 1.    | "Medicate" − AFI                           | "The Diary of Jane" − Breaking Benjamin              | "I'm Made of Wax, Larry, What Are You Made of?" − A Day to Remember |                    |
| 2.    | "Blue Orchid" − The White Stripes          | "Death By Diamonds and Pearls" − Band of Skulls      | "Two-Headed Coin" − Obits                                           |                    |
| 3.    | "The Tides" − Darkest Hour                 | "Farewell, Mona Lisa" − The Dillinger Escape Plan    | "Limb From Limb" − Protest The Hero                                 |                    |
| 4.    | "Secret Country" − Minus The Bear          | "Substitution" − Silversun Pickups                   | "The Geeks Were Right" − The Faint                                  |                    |
| 5.    | "Fat Bottomed Girls"                       | "Killer Queen"                                       | "Another One Bites The Dust"                                        | Queen              |
| 6.    | "Giving Up The Gun"                        | "Holiday"                                            | "A-Punk"                                                            | Vampire Weekend    |
| 7.    | "Gimme Shelter"                            | "Honky Tonk Woman"                                   | "(I Can't Get No) Satisfaction"                                     | The Rolling Stones |
| 8.A   | "God Save the Queen"                       | "The Star-Spangled Banner"                           |                                                                     | Steve Ouimette     |
| 9.    | "Breath"                                   | "Give Me a Sign"                                     | "So Cold"                                                           | Breaking Benjamin  |
| 10.   | "Clocks"                                   | "Yellow"                                             | "Viva la Vida"                                                      | Coldplay           |
| 11.   | "Prayer of the Refugee"                    | "The Good Left Undone"                               | "Audience of One"                                                   | Rise Against       |
| 12.   | "My Name Is Jonas"                         | "Pork and Beans"                                     | "The Good Life"                                                     | Weezer             |
| 13.   | "Laredo" − Band of Horses                  | "Weightless" − Nada Surf                             | "Life in Technicolor II" − Coldplay                                 |                    |
| 14.   | "Lick It Up"                               | "Love Gun"                                           | "I Love It Loud"                                                    | Kiss               |
| 15.   | "Iron Fist"                                | "Ace of Spades"                                      | "Overkill"                                                          | Motörhead          |
| 16.   | "House of the Rising Sun"                  | "It's My Life"                                       | "We Gotta Get Out of This Place"                                    | The Animals        |
| 17.   | "Lazy Eye"                                 | "Panic Switch"                                       | "The Royal We"                                                      | Silversun Pickups  |
| 18.   | "Barricade"                                | "Evil"                                               | "Slow Hands"                                                        | Interpol           |
| 19.   | "Memories"                                 | "Buddy Holly"                                        | "(If You're Wondering If I Want You To) I Want You To"              | Weezer             |
| 20.   | "Feel Good Drag"                           | "We Owe This to Ourselves"                           | "To the Wolves"                                                     | Anberlin           |
| 21.   | "The Pretender"                            | "No Way Back"                                        | "Wheels"                                                            | Foo Fighters       |
| 22.   | "Don't Make Me a Target"                   | "The Underdog"                                       | "Don't You Evah"                                                    | Spoon              |
| 23.   | "My Best Theory"                           | "Pain"                                               | "Sweetness"                                                         | Jimmy Eat World    |
| 24.   | "Black Hole Sun"                           | "Rusty Cage"                                         | "Black Rain"                                                        | Soundgarden        |
| 25.   | "Self Esteem" − The Offspring              | "Cherry Bomb" − The Runaways                         | "Theme From Spiderman" − The Ramones                                |                    |
| 26.   | "Pour Some Sugar on Me" − Def Leppard      | "No More Mr. Nice Guy" − Alice Cooper                | "We're Not Gonna Take It" − Twisted Sister                          |                    |
| 27.   | "Obstacle 1" − Interpol                    | "Valerie Loves Me" − Material Issue                  | "I Turn My Camera On" − Spoon                                       |                    |
| 28.   | "Saviour" − Dredg                          | "Trouble Comes Running" − Spoon                      | "Hash Pipe" − Weezer                                                |                    |
| 29.   | "What's Your Name?" − Lynyrd Skynyrd       | "Stuck in the Middle With You" − Stealers Wheel      | "Wipe Out" − The Surfaris                                           |                    |
| 30.   | "Fuzzy Dice & Neon Headlights" − Scharling | "James Brown New Year's Eve Bash" − Sentient Machine |                                                                     |                    |